# Gustavo Borges

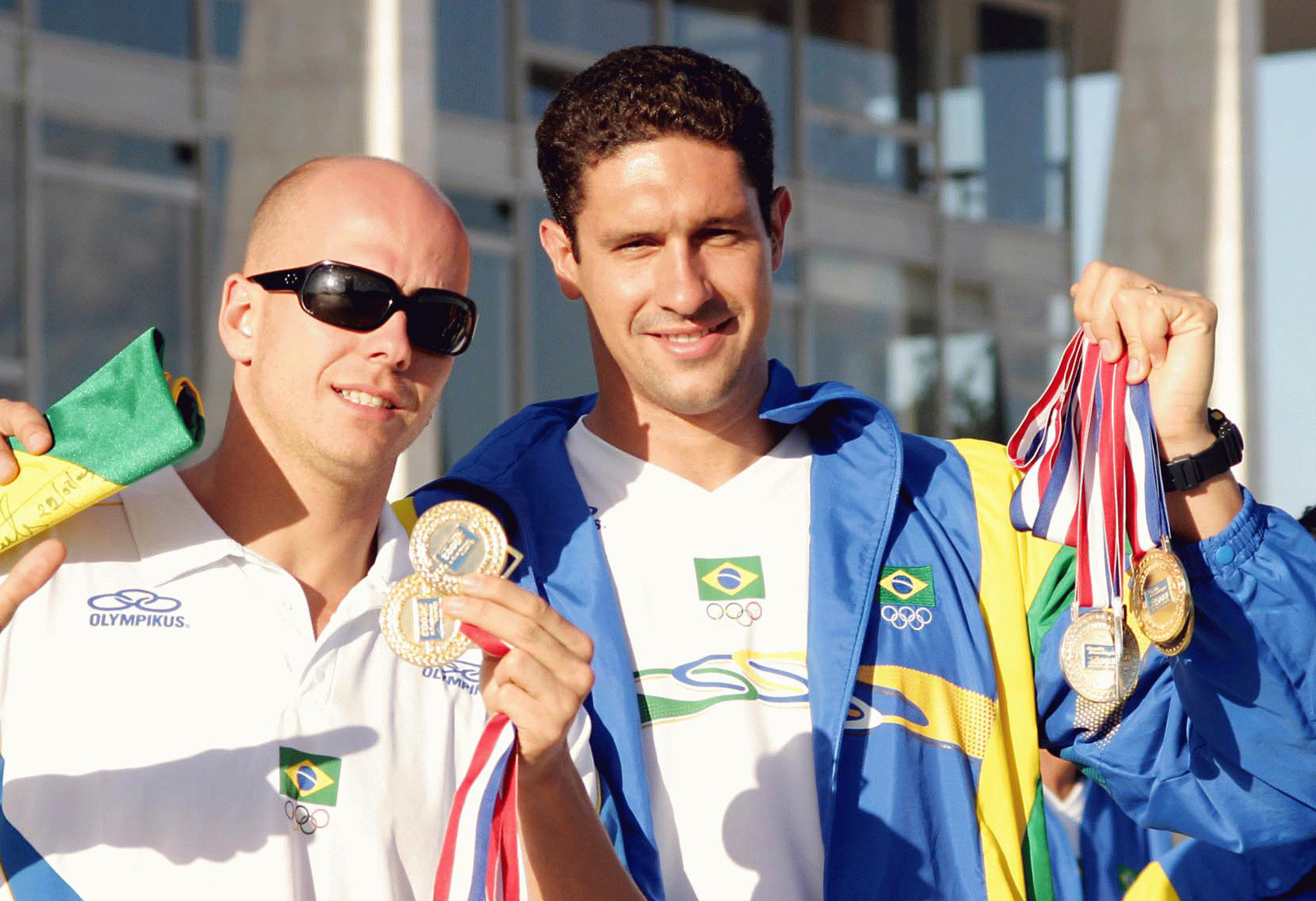
Gustavo Borges (rechts) zusammen mit Fernando Scherer

Gustavo França Borges (* 2. Dezember 1972 in Ribeirão Preto) ist ein brasilianischer Schwimmer und mehrmaliger olympischer Medaillengewinner.
Erstmals nahm Borges an den Olympischen Spielen 1992 in Barcelona teil und gewann über 100 m Freistil eine Silbermedaille. Bei den Olympischen Spielen 1996 in Atlanta gewann er dann eine weitere Silbermedaille über 200 m Freistil und eine Bronzemedaille über 100 m Freistil. Seine zweite Bronzemedaille gewann Borges bei den Olympischen Spielen 2000 in Sydney in der brasilianischen Schwimmstaffel über 4 × 100 m Freistil. Bei der Abschlusszeremonie der Olympischen Spiele 2004 in Athen trug er die brasilianische Flagge. Derzeit lebt Borges in São Paulo.
2012 wurde Gustavo Borges in die Ruhmeshalle des internationalen Schwimmsports aufgenommen.